# 빅터 터너
빅터 터너(Victor Turner, 1920년 5월 28일 ∼ 1983년 12월 18일)는 영국의 문화사회인류학자이다. 학자로서 일생을 종교 의례와 상징 연구에 몸 바친 터너는 미국의 클리퍼드 기어츠(Clifford Geertz)와 함께 종교 상징과 해석인류학을 이끈 대표적인 인류학자다.
스코틀랜드 글래스고(Glasgow)에서 태어난 빅터 터너는 런던 칼리지(University College London)에서 시학과 고전을 전공했고, 이후 인류학으로 전향했다. 맨체스터대학교에서 인류학 박사 학위를 받은 터너는 당시 맨체스터학파(Manchester School)를 이끌던 맥스 글럭먼(Max Gluckman)의 영향을 받아 갈등 이론(Conflict theory)를 기반으로 잠비아의 은뎀부(Ndembu) 사회에서 장기간 현지 조사를 했고 박사 학위 민족지(ethnography)를 썼다. ≪아프리카 사회의 분열과 지속(Schism and Continuity in an African Society)≫(1957)이라는 민족지로 출간된 터너의 박사 학위 논문은 글럭먼의 갈등 이론에 자신의 독특한 인류학 개념인 ‘사회극(Social drama)’을 접목해 산돔부(Sandombu)라는 인물의 비극적 삶을 조명하는 출중한 걸작이다.
터너는 은뎀부 사회를 분석하는 여러 편의 책을 펴냈으며, ≪상징의 숲(The Forest of Symbols)≫은 그의 첫 민족지다. 이 책에서 터너는 자신의 두 주요 인류학 개념인 종교 상징(religious symbols)과 커뮤니타스(communitas)를 풍부한 사례를 통해 설명하고 있다.

## 상징의 숲
≪상징의 숲≫은 여기저기에 발표한 글 열 편을 모아 편집한 것이다. 2부로 나뉜 이 책의 1부에서 터너는 자신의 의례 상징과 마술을 설명하면서 다양한 은뎀부 의례를 사례로 인용한다. 2부인 민족지적 서술에서도 다양한 이론적 적용을 한다. 그 과정을 통해 은뎀부 사회의 의례 상징이 갖는 상황성과 관계성을 세밀하게 묘사한다.